# Krankenhausversorgung in Nordrhein-Westfalen
Die Krankenhausversorgung in Nordrhein-Westfalen wird durch etwa 300 Krankenhäuser sichergestellt. Das Land unterstützt einen Teil der Kliniken finanziell. Die Rahmenbedingungen für die Krankenhausversorgung wird durch das Krankenhausgestaltungsgesetz (KHGG NRW) geregelt, um eine patienten- und bedarfsgerechte Versorgung sicherzustellen. 125 Kliniken betrieben mit Stand 2025 eine Geburtshilfe.